# Муртазаев, Тагир Тагирбекович
Тагир Тагирбекович Муртазаев (17 ноября 1986, Краснодар, СССР) — 11-кратный чемпион России среди юношей, чемпион Европы в команде (2000), чемпион Европы (2006), чемпион Мира среди юношей (2003), чемпион мира (2009) в Санкт-Петербурге по прыжкам на акробатической дорожке.

## Биография
Родился 17 ноября 1986 г. в городе Краснодар. Отец — табасаранец, Мать — русская. Помимо Тагира в семье ещё двое детей. Ещё в детстве он начал заниматься спортом, благодаря наставлениям отца. Первым тренером Муртазаева была Капкова Татьяна Сергеевна. Она сделала очень многое для становления юноши как спортсмена. В своем молодом возрасте Тагир достиг больших результатов в акробатике. Впервые он стал чемпионом России в 11 лет. Он является 13 кратным чемпионом России, 2003 году стал чемпионом Европы среди взрослых, через год- чемпионом мира в Ганновере. В 2005 г. на чемпионате мира, который проходил в столице Болгарии городе София в составе сборной России очередной раз стал чемпионом мира.